# Polygala aparinoides
Polygala aparinoides là một loài thực vật có hoa trong họ Polygalaceae. Loài này được Hook. & Arn. miêu tả khoa học đầu tiên năm 1838.